# Serratalt (Tiurana)
|  | Aquest article tracta sobre el cim de Serratalt a Tiurana. Vegeu-ne altres significats a «Serratalt (Castellar de la Ribera)». |

El Serratalt és una muntanya de 700 metres que es troba al municipi de Tiurana, a la comarca catalana de la Noguera.